# Kolinec
Kolinec (en allemand : Kolinetz) est un bourg (městys) du district de Klatovy, dans la région de Plzeň, en République tchèque. Sa population s'élevait à 1 474 habitants en 2021.

## Géographie
Kolinec est située à 15 km au sud-est de Klatovy, à 50 km au sud de Plzeň et à 113 km au sud-ouest de Prague.
La commune est limitée par Mochtín et Číhaň au nord, par Zavlekov, Nalžovské Hory et Hrádek à l'est, par Mokrosuky et Velhartice au sud, et par Běšiny, Klatovy et Chlistov à l'ouest.

## Histoire
La première mention écrite de la localité date de 1290. Kolinec a reçu le statut de městys le 10 octobre 2006.

## Administration
La commune se compose de dix-huit sections :
- Bernartice
- Boříkovy
- Brod
- Buršice
- Hradiště
- Javoří
- Jindřichovice
- Kolinec
- Lukoviště
- Malonice
- Mlázovy
- Podolí
- Sluhov
- Střítež
- Tajanov
- Tržek
- Ujčín
- Vlčkovice

## Galerie

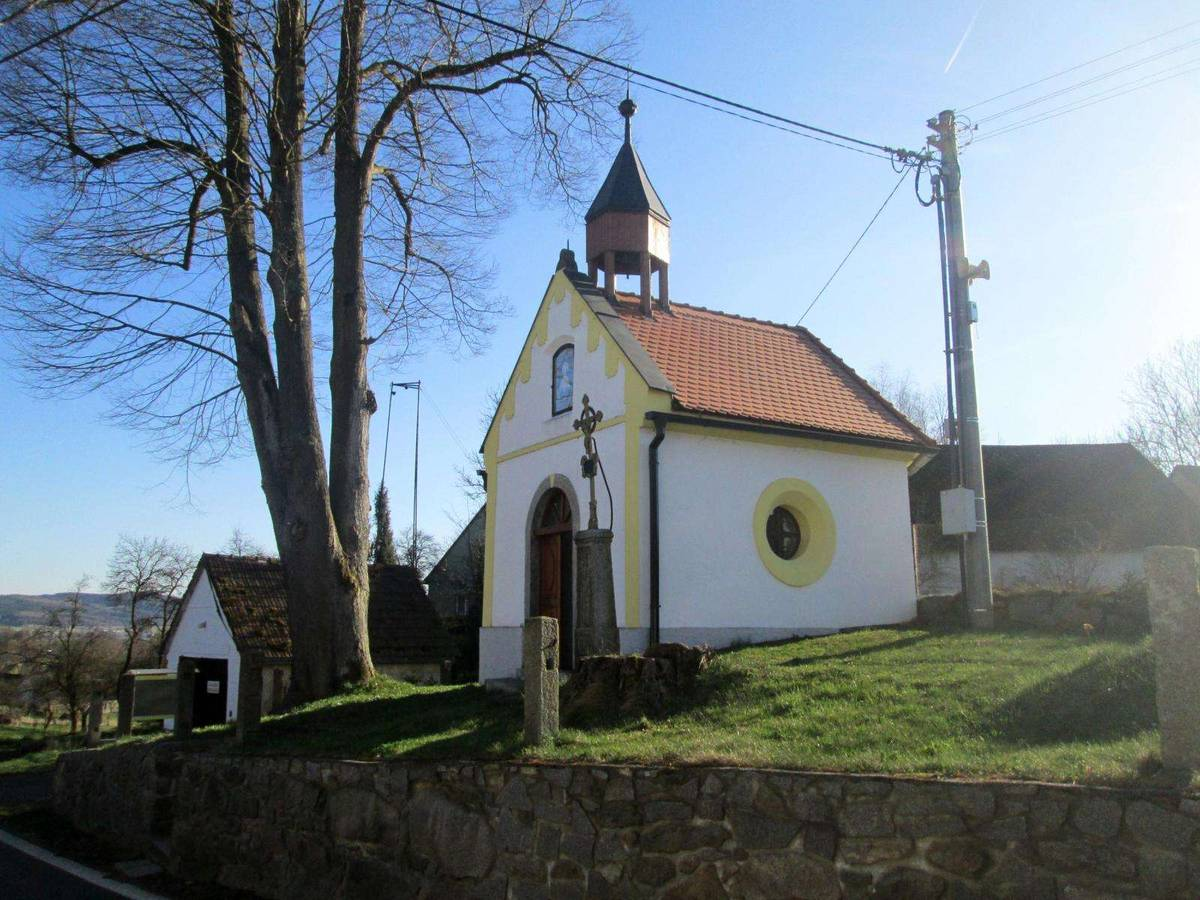
Chapelle à Brod.
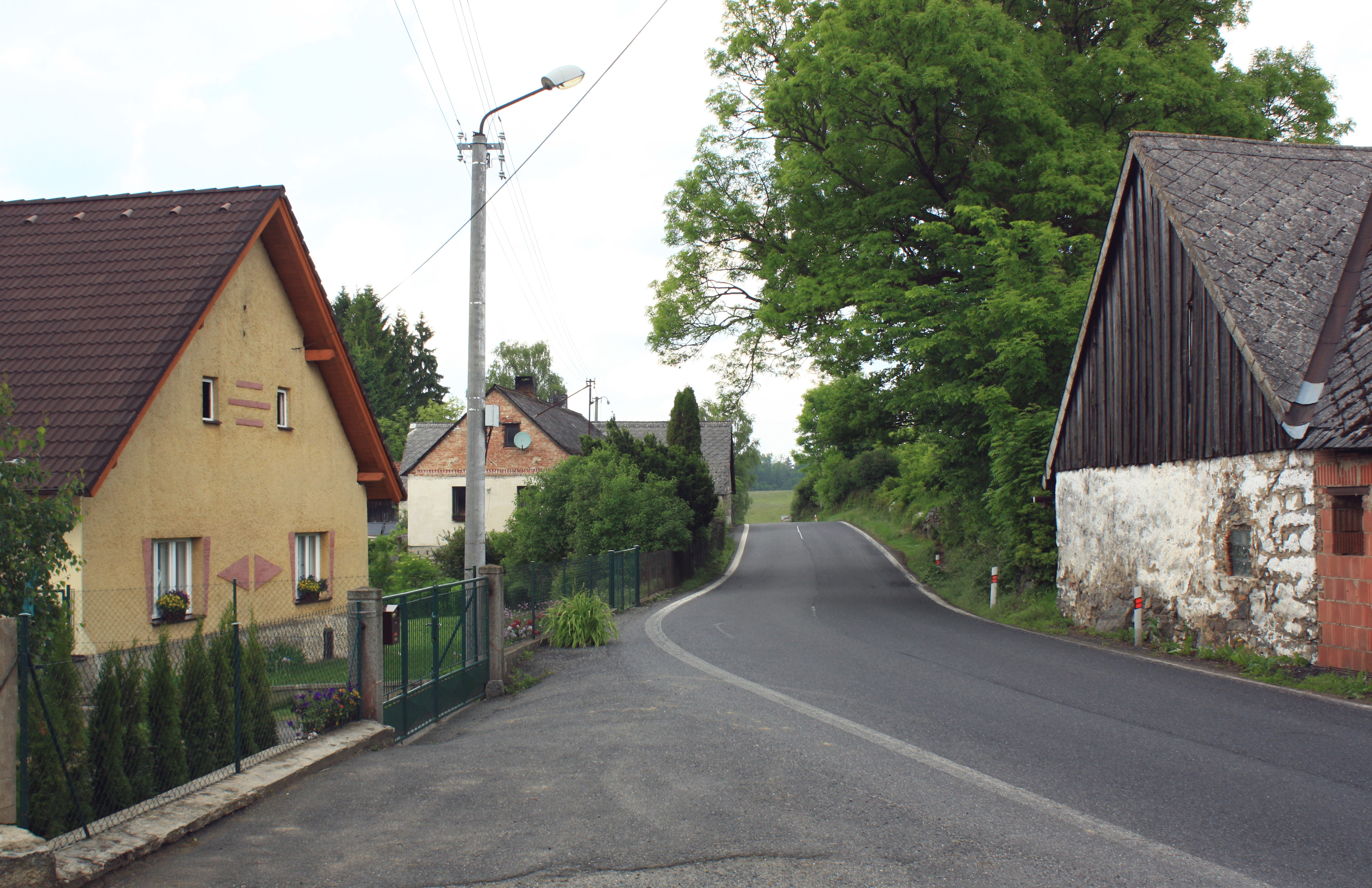
Brod : rue principale.

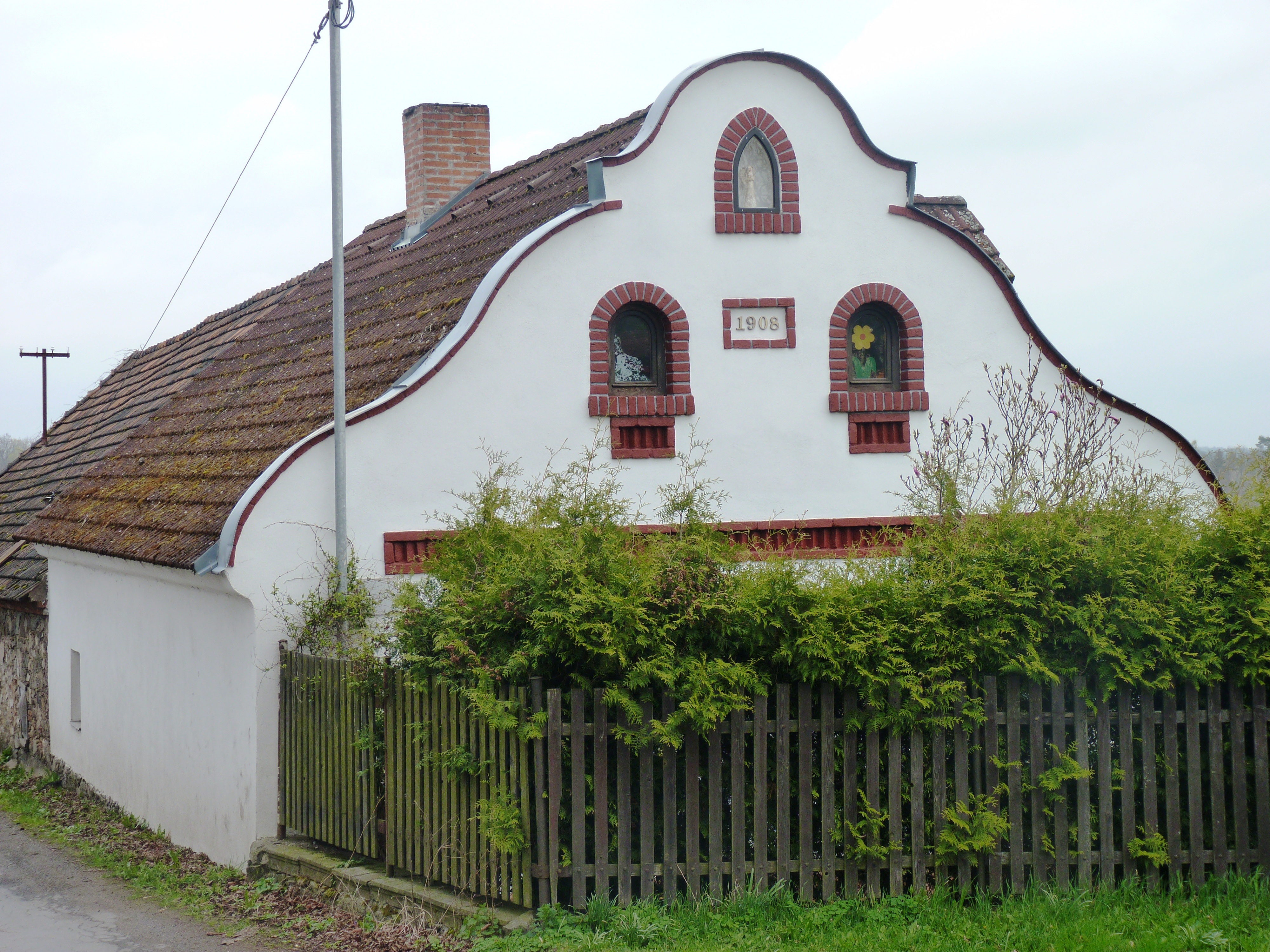
Maison à Buršice.
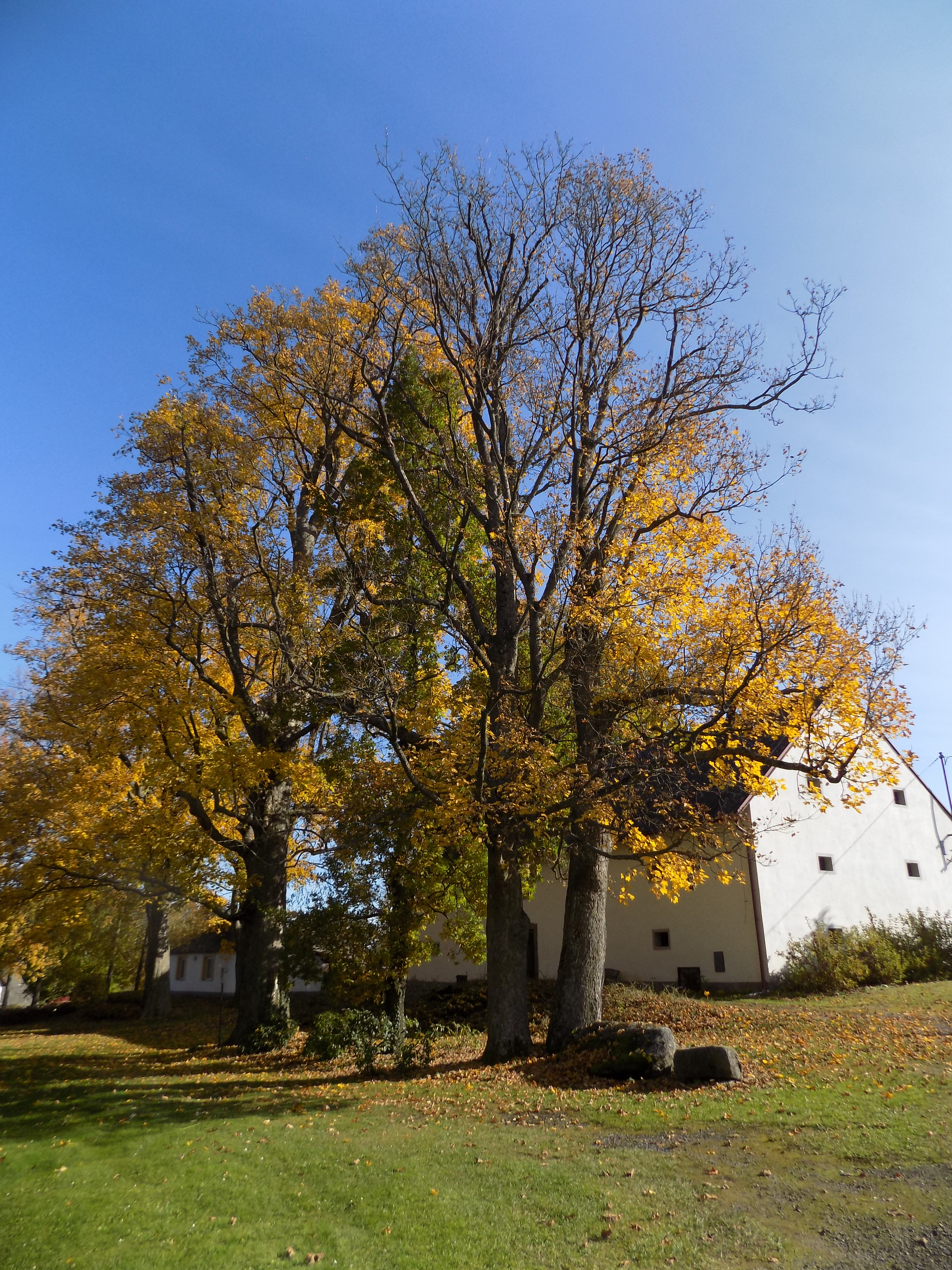
Érables dans le parc du château de Jindřichovice.
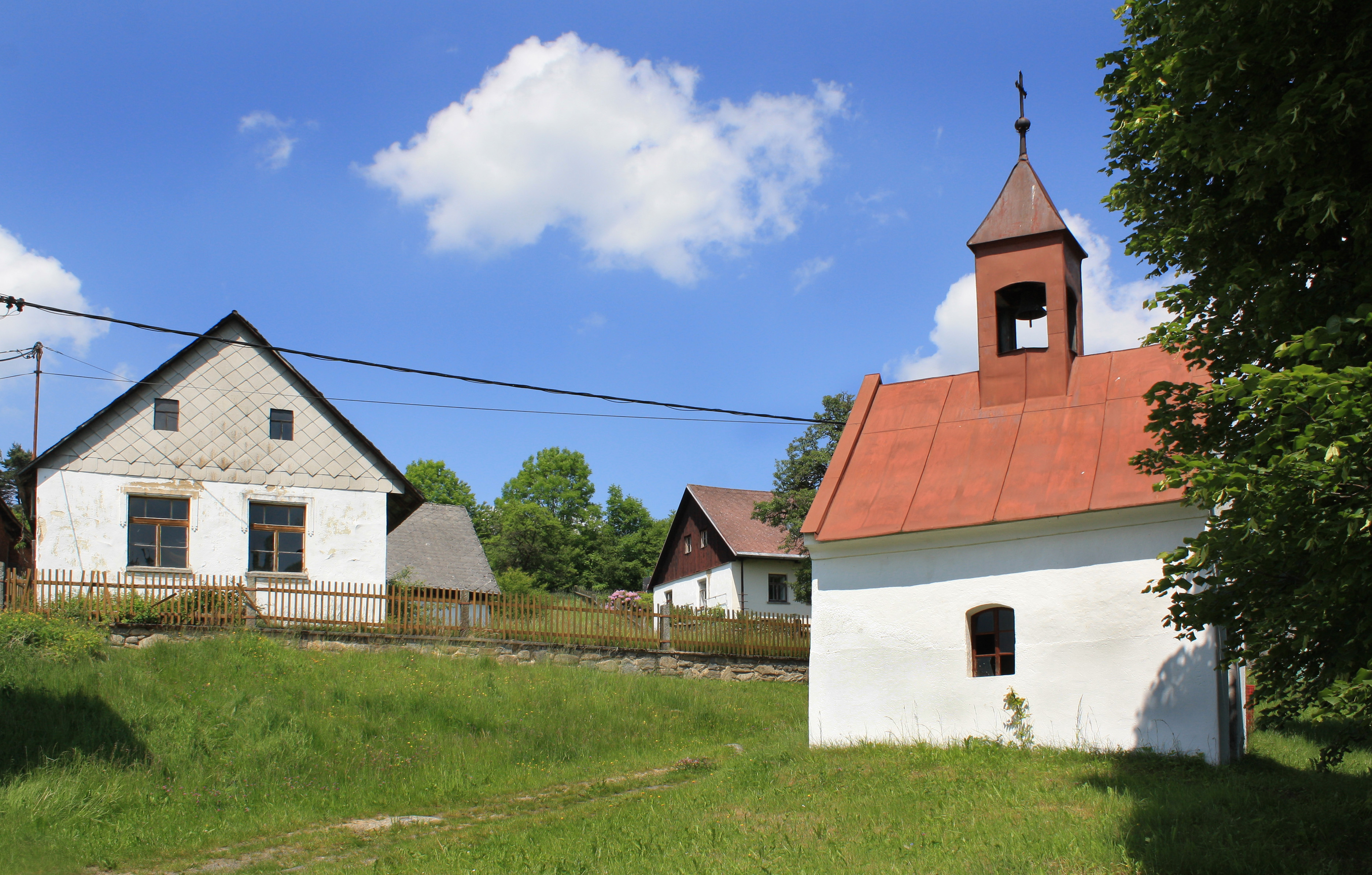
Lukoviště.

## Transports
Par la route, Kolinec se trouve à 11 km de Sušice, à 17 km de Klatovy, à 60 km de Plzeň et à 135 km de Prague.